# Stenpricklav
Stenpricklav (Arthonia lapidicola) är en lavart som först beskrevs av Taylor, och fick sitt nu gällande namn av Branth & Rostr. Stenpricklav ingår i släktet Arthonia och familjen Arthoniaceae.  Arten är reproducerande i Sverige. Inga underarter finns listade i Catalogue of Life.
I den svenska databasen Dyntaxa används istället namnet Arthonia fusca för samma taxon.  Arten är reproducerande i Sverige.